# Hernandia obovata
Hernandia obovata är en tvåhjärtbladig växtart som beskrevs av Oswald Schmidt. Hernandia obovata ingår i släktet Hernandia och familjen Hernandiaceae. Inga underarter finns listade i Catalogue of Life.